# كروسندرة زنجفرية
كروسندرة زنجفرية (الاسم العلمي:Crossandra cinnabarina) هي نوع من النباتات تتبع جنس الكروسندرة من الفصيلة الأقنتية.